# 文学のカラオケ化
文学のカラオケ化（ぶんがくのカラオケか）は、文芸評論家の斎藤美奈子が現在の文学の状況を形容するために生んだ造語。現代の文学が、単なる“消費”のみならず“参加”（＝文学作品の創出）も平行して行われている点に着目したもの。
また、カラオケと同様に“歌を歌うこと”（＝文学作品をつくること）は好きでも“歌を聴くこと”（＝文学作品を読むこと）を忌避する傾向を指していることもある。

## 概略
カラオケが登場したことによって、歌が単に聴くものから、“聴く”と“歌う”が同時並行に行える代物となり、素人でも音楽への参加が容易となった。
文学もカラオケと同様に、文学をただ“読む”だけでなく、“読む”と“書く”（＝文学作品を生み出す）が同時に行えるようになった。いわば、「文学の“消費”から“創作への参加”」という流れと見ることもできる。近年、出版社や文芸雑誌主催の文学賞への投稿の増加や、自費出版の増加、ブログに見出されるような個人による文学の発信が可能になったことなどにも一種の「文学のカラオケ化」の徴候を見ることができる。
ただし、このような流れは文学に限らず音楽もさることながら、漫画や絵画（同人誌などにおける）、はたまた自主制作映画、同人アニメ、写真におけるガーリーフォトにも存在する。いわば、文化が広まり、技術が進歩した際には往々にして生じるものであって、文学固有の現象ではない。

## 「文学のカラオケ化」に対する批判や危惧
文学のカラオケ化は必ずしも否定的な意味をこめて語られたものではないが、文学シーン(とりわけ、文壇)で歓迎されているわけではなく、こうした流れを批判したり危惧したりする意見も多い。
- 従来なら文学とは言えないような作品が増えた。
- 文学にきちんと触れた経験のない者が、文学を書くようになり作品の劣化を招いた。
- 文学作品が粗製濫造されるようになった。
- 読者に迎合したような作品が増えた。
- 読者偏重主義からいたずらに「若さ」や「目新しさ」を重視した作家や作品が増えた。

といったものが、挙げられる。